# Lygophis paucidens
Lygophis paucidens là một loài rắn trong họ Rắn nước. Loài này được Hoge mô tả khoa học đầu tiên năm 1953.